# Smrečany
Smrečany jsou obec na Slovensku v okrese Liptovský Mikuláš. V roce 2024 zde žilo 704 obyvatel. První písemná zmínka o obci pochází z roku 1299. V obci se nachází klasicistní evangelický kostel Nejsvětější Trojice z 19. století a původně gotický a později barokně přestavěný římskokatolický kostel Očišťování Panny Marie z roku 1349.

## Lokalita
Obec se nachází v Liptovské kotlině 5 km severně od okresního města Liptovského Mikuláše, na úpatí Západních Tater, v nadmořské výšce kolem 700 m. Usedlosti jsou rozloženy podél obou břehů potoka Smrečianka a jejího přítoku Vrbička, což dává obci typický řadový charakter. Součástí Smrečan je obec Žiar. Na severním okraji zastavěné části obce se nachází vyvýšená ostrožna archeologické lokality Hrádok.

## Dějiny
První osídlení území dnešních Smrečian je doloženo ze starší doby železné (podle některých starších nálezů již z doby bronzové ), kdy na vrchu Hrádok existovalo opevněné sídliště obývané přibližně do první poloviny 1. století n. l. 
Ves samotná vznikla ve 2. polovině 13. století. Pod jménem „Zemerchen“ je ves poprvé připomínána roku 1299 v listině vymezující majetek synů zemana Bohumíra, zakladatelů rodu Smrečániů (maď. Szmrecsányi). Smrečany se staly jejich rodovým sídlem a až do zrušení poddanství v roce 1848 byla obec poddanskou vsí tohoto rodu. 
Na místě staršího dřevěného kostela byla v roce 1349 povolena stavba kamenného kostela zasvěceného Očišťování Panny Marie (od roku 1969 pod jménem kostel Obětování Páně); chrám byl dokončen začátkem 15. století. V letech 1517 a 1664 byl upravován, v roce 1954–1955 restaurován a dochovaly se v něm středověké fresky a mobiliář. Nejstarší zvon pochází z roku 1509 a barokní varhany z roku 1750. 
Od druhé poloviny 14. století zde fungovala farní škola. Budova školy z roku 1829 sloužila později jako penzion Dom Fraňa Kráľa.
Pod vlivem reformace vznikl v druhé polovině 16. století evangelický sbor. Kostel pak sloužil evangelíkům až do začátku 18. století; poté si jej převzala zpět katolická církev, avšak většina obyvatel zůstala evangelického vyznání (1795 zde žilo 310 evangelíků a 38 katolíků). Samostatný evangelický sbor byl obnoven roku 1868 a v letech 1876–1880 byl postaven evangelický kostel.
Smrečany byly zemědělskou obcí s minimálním zastoupením drobných řemesel. Roku 1728 zde působil jeden kovář, hrnčíř a dva ševci. 
V první polovině 19. století se rozšířilo tkalcovství plátna a mnoho mužů odcházelo za prací jako zedníci na stavby v Uhrách, zejména v Budapešti 
(s. 5 – 6.).
Na přelomu 18. a 19. století uložila liptovská stolice zdejším obyvatelům povinnost lovit v Západních Tatrách vlky; v letech 1799–1839 ulovili obyvatelé Smrečan a sousedního Žiaru 46 vlků.  Motiv lovu vlka do sítí se stal součástí obecního erbu (str.7.)
. 
Ve 2. polovině 18. století (1750) si Smrečániové vybudovali zámeček; který později (1810) nechali klasicistně upravit. Roku 1947 darovala Helena Kiszeliová, dcera Aristida Smrečányiho a poslední majitelka zámečku, jeho areál státu. V současnosti v této budově sídlí domov sociálních služeb. 
Rozvoj občanského života přinesl do obce konec 19. století: v květnu 1885 byl otevřen poštovní úřad a roku 1888 vznikl dobrovolný hasičský sbor, společný i pro sousední Žiar. O masopustu roku 1908 sehráli místní ochotníci první divadelní hru, čímž položili základ ochotnické tradice. První světová válka (1914–1918) si vyžádala 29 životů smrečianských mužů; deset let po jejím skončení byl u evangelického kostela odhalen památník obětem. V meziválečném období se rozvíjela spolková a kulturní činnost a v letech 1934–1935 si občané svépomocí postavili kulturní dům „Náš dom“.
Během druhé světové války se Smrečanští občané zapojili do Slovenského národního povstání. Dne 28. října 1944 obklíčily obec německé jednotky, zabily čtyři obyvatele a vypálily asi čtyřicet domů; na počátku roku 1945 se ve vsi odehrávaly dvouměsíční osvobozovací boje. Po osvobození se musela vesnice zotavit z válečných škod – opravovaly se domy a cesty a odminovávala se pole.
V letech 1957–1960 byla postavena nová požární zbrojnice a v roce 1958 vzniklo jednotné zemědělské družstvo, které výrazně změnilo tradiční zemědělský způsob života; kolektivizace a industrializace vedly k odlivu mladých lidí za prací do průmyslu.

## Archeologická lokalita Hrádok
Přibližně 300 m severně od smrečanského gotického kostela se nachází archeologická lokalita Hrádok. Nízká ostrožna má v půdorysu elipsovitý tvar s delší osou orientovanou ve směru SSZ-JJZ. Areál měří asi 50 × 160 m a na západní straně se dochoval nahrnutý val . 
Podle povrchových nálezů (části keramických nádob) je ostrožna datována do púchovské kultury – tedy přelom pozdní doby halštatské a počátku doby laténské. Povrchový průzkum z roku 2015 zjistil bohatý soubor keramiky, z něhož část vykazuje dvojí výpal (redukční a následný oxidační), což ji řadí do starší doby železné. 
Ostrožna je přirozeně chráněna strmými svahy k jihu a východu a od zbytku terasy na severu je oddělena příkopem. Janoška ve své zprávě z roku 1923 popsal na severozápadním konci obce „20 m vysoký kopec z okrouhlých kamenů“, jehož část tvořila vypálená červená hlína s keramickými střepy. Na jižní straně ostrožny ještě viděl výrazný kamenný val, zatímco na severu a východě stopy opevnění nepozoroval; zmiňuje také 10 m vysoký věžovitý pahorek asi 40 m západně od ostrožny a nálezy několika uren se zlomky bronzových předmětů na severním svahu. 
Kamenný val dnes již není patrný. Svahy ostrožny jsou vesměs zarostlé náletovými dřevinami, samotná plocha ostrožny je hospodářsky využívána. 
Ostrožna je dobře patrná na digitálním modelu reliéfu(Freemap Slovakia – hill‑shade z DMR 5.0). LiDARové stínování ukazuje, že ostrožna je na třech stranách chráněna přirozenými, strmými svahy, zatímco na severu, kde původně přecházela ve zvlněnou náhorní plošinu, je vyhlouben široký příkop. Tento příkop (dnes částečně využívaný jako cesta) přetíná celý krček ostrožny v šířce okolo 6–10 m. Příkop jasně oddělující ostrožnu od vyššího terénu a spolu se zbytky obvodového valu představují jediné dochované umělé prvky obranného systému. 
Celkově jde o malé ostrožnové hradiště z doby halštatské/laténské, jehož přirozená poloha doplněná valovým opevněním a příkopem je zdokumentována historickými zprávami i novějším povrchovým průzkumem.

## Významné osobnosti obce
- Fraňo Kráľ (1903–1955) – meziválečný básník, spisovatel-prozaik socialistického realismu a poválečný politik, ve Smrečanech prožil své dětství od dvou let, kdy se vrátil s matkou z rodných Spojených států
- Vladimír Čobrda (1880–1967), evangelický biskup a politik, generální biskup ECAV na Slovensku (1933–1951), signatář Martinské deklarace, aktivní obhájce československé státnosti.
- Michal Mišovic (?–1710) – smrečanský rodák (datum narození není známo), pedagog, bibliofil, dramatik a spisovatel
- Aristid Smrečáni (1837–1911), Šlechtic a župan Liptovské župy (1900–1906).